# 1984년 토론토 국제 영화제
제9회 토론토 국제 영화제는 1984년 9월 6일부터 9월 15일까지 열린 시상식이다. 캐나다 온타리오 주 토론토에서 열렸다. 이 영화제에서는 캐나다 영화에 전념하는 퍼스펙티브 캐나다(Perspective Canada) 프로그램을 소개했다. 이번 영화제에서는 225편의 장편영화를 상영했는데, 그 중 절반 이상이 캐나다 영화였다.
1984년에는 역대 캐나다 영화 상위 10개 목록이 발표되었다. 영화평론가, 교수, 팬, 영화제 관계자들의 투표로 만들어졌다.

## 수상 및 후보

### 관객상
- 마음의 고향 - 로버트 벤튼 수상

### FIPRESCI-상
- 날 선택해요 (Choose Me) - 앨런 루돌프 수상